# Bruno Staffa
Bruno Staffa (Perugia, 1920 – Pojani, 20 febbraio 1943) è stato un militare italiano, insignito della medaglia d'oro al valor militare alla memoria nel corso della seconda guerra mondiale.

## Biografia
Nacque a Perugia nel 1920, figlio di Rino e Ines Bazzucchi. 
Diplomatosi al Liceo Statale Assunta Pieralli di Perugia nel 1939, arruolatosi nel Regio Esercito nel marzo 1941 fu ammesso a frequentare il corso allievi ufficiali di complemento presso la Scuola di Avellino e nel mese di settembre conseguì la nomina a sottotenente, assegnato al deposito del 39º fanteria per il servizio di prima nomina. Il 24 ottobre 1941, fu trasferito al deposito del 16º Battaglione fanteria "Savona" con i complementi per il 43º Reggimento fanteria mobilitato della 36ª Divisione fanteria "Forlì", allora di stanza in Albania. Raggiunto il reggimento nel marzo 1942 fu assegnato alla 10ª Compagnia del II Battaglione. Cadde in combattimento a Pojani il 20 febbraio 1943, e fu successivamente decorato con la medaglia d'oro al valor militare alla memoria.

### Fonti
1. ↑  Gruppo Medaglie d'Oro al Valore Militare 1965, p. 225.
2. 1 2 3 4 5  Combattenti Liberazione.
3. ↑   Staffa, Bruno, su quirinale.it, Presidenza della Repubblica Italiana. URL consultato il 19 luglio 2020.
4. ↑  Registrato alla Corte dei conti il 12 novembre 1944, registro 8 guerra, foglio 7.